# Trovo
Trovo (lombardul: Tröv) település Olaszországban, Lombardia régióban, Pavia megyében. Lakosainak száma 1003 fő (2023. január 1.). Trovo Battuda, Bereguardo, Casorate Primo, Rognano, Trivolzio, Vernate és Motta Visconti községekkel határos.

## Népesség
A település lakossága az elmúlt években az alábbi módon változott:
| Lakosok száma | 1019 | 1017 | 1003 |
|               | 2017 | 2018 | 2023 |